# Crocifisso (Ghisoni)
La Crocifissione è un dipinto olio su tela di Fermo Ghisoni da Caravaggio eseguito nel 1556 e collocato nella basilica di Sant'Andrea di Mantova.

## Storia e descrizione
Il dipinto è indicato in una lettera di Domenico Giuntaloni inviata nel 1556 a Ferrante Gonzaga, terzogenito di Isabella d'Este e Francesco Ferrante. Il documento non cita l'artista esecutore ma non vi sono dubbi che sia il Ghisoni da Caravaggio, presentando il lavoro caratteristiche tipiche dell'artista. Unica segnalazione errata è di Giuseppe Campori che aveva più volte confuso le opere del caravaggese con quelle di Fermo Stella.
Il dipinto è ospitato nella terza cappella a sinistra della basilica detta cappella Nuvoloni conosciuta anche come la cappella del Crocifisso o degli Striggi, cappella funebre della famiglia Nuvoloni, come indicano i due affreschi laterali, forse anche questi dipinti a fresco in monocromo dallo stesso Ghisoni. Il dipinto fu probabilmente commissionato da Carlo Nuvoloni, personaggio molto legato alla corte dei Gonzaga, che aveva il giuspatronato della cappella.
Il dipinto raffigura il crocifisso avvolto da una nera nube a pennacchio che dalla città torrita raffigurata in primo piano sale a coprire tutta la tela, e dalla quale spuntano piccoli angeli alati che fa contrasto con il corpo di Cristo dall'aspetto molto vigoroso ma completamento sbiancato dallo stato di morte in cui versa. La croce è parte integrante di corpo. La posizione della pala molto alta sull'altare, conferisce all'osservatore un aspetto molto imponente che pare cadere, con la nube nera, verso il basso.
La pala presenta assonanze michelangiolesche, grazie alla vicinanza del Ghisoni ad artisti come Giulio Romano, Giorgio Vasari e gli artisti presenti a Mantova nella seconda metà del Cinquecento.